# Phoxinus steindachneri
Phoxinus steindachneri är en fiskart som beskrevs av Sauvage, 1883. Phoxinus steindachneri ingår i släktet Phoxinus och familjen karpfiskar. Inga underarter finns listade i Catalogue of Life.